# Comunità Montana Monti Lepini, Ausoni e Valliva
Die XXI Comunità Montana Monti Lepini, Ausoni e Valliva ist eine Vereinigung von insgesamt 9 Gemeinden in der italienischen Provinz Frosinone. Sie wurde von den in der Regel recht kleinen Gemeinden, die zumindest teilweise in Bergregionen liegen, gebildet um die wirtschaftliche Entwicklung der Region zu stärken. Weitere Aufgaben sind die Stärkung des Tourismus, des Naturschutzes und die Erhaltung der ländlichen Kultur und der historischen Stätten.
Die Vereinigung entstand bei der Teilung der ehemaligen Comunità Montana di Lenola in die
- XVI Comunità Montana Monti Ausoni
- XXI Comunità Montana Monti Lepini, Ausoni e Valliva und die
- XXII Comunità Montana dei Monti Ausoni ed Aurunci.

Das Gebiet der Comunità Montana umfasst einen Teil der Monti Lepini und der Monti Ausoni.
Die Comunità umfasst folgende Gemeinden:
- Amaseno
- Castro dei Volsci
- Giuliano di Roma
- Morolo
- Patrica
- Sgurgola
- Supino
- Vallecorsa
- Villa Santo Stefano